# Guaninnukleotidutbytesfaktor
Guaninnukleotidutbytesfaktorer, eller guanine nucleotide exchange factors, GEF, är en grupp av proteiner som kan påverka andra enzymer så att de byter ut ett bundet guanosindifosfat, GDP, till ett guanosintrifosfat, GTP. Detta brukar i regel aktivera enzymet som har GTP bundet till sig. Många intracellulära signaltransduktionsvägar bygger på att ett G-protein aktiveras av en guaninnukleotidutbytesfaktor.
G-proteinet kan antingen vara heterotrimert eller monomert, de heterotrimera G-proteinerna reglerar vanligtvis adenylatcyklas eller aktiverar fosfolipas C. Ett exempel på ett monomert G-protein är RAS, som aktiveras av GEF:en SOS i MAPK/ERK-signaltransduktionsvägen.